# Херман Тилке
Херман Тилке (Олпе, 31. децембар 1954) је немачки архитекта, конструктор стаза за мото трке и трке Формуле 1. Једно време је и сам био професионални тркач.

## Трке
Током 80-их, Тилке је возио трке модификованих кола (touring car racing). Такође је возио VLN трке и 24 часа Нирнбургринга. Он и Дирк Адорф су 2003 и 2004 победили на неколико VLN трка са аутомобилом V8Star.

## Архитектура
Тилке оснива Тилке Инжињеринг 1984., комбинујући вештине архитектуре, грађевинарства и електронског инжењерства пружа комплетна решења за одржавање мото-трка.
Један од његових првих задатака у Формули 1 било је кориговање прве кривине стазе Нирнбургринг године на којој се одржава ВН Немачке.
Његов први велики посао је била драматична промена на „брзој“ стази Остерајхринг, коју је знатно скратио. Стаза је касније променила име у А1-Ринг 1990.
Такође је пројектовао и правио велике измене на стазама које су добијале знатно модернији изглед. То су:
- 1998 , Малезија
- 2004 , Бахреин
- 2004 , Кина
- 2005 , Турска
- 2006 , кина
- 2008 , Сингапур *концепт
- 2007 , Румунија
- 2008 , Шпанија
- 2008 , Индонезија
- 2009 , Абу Даби
- 2009 , Јужноафричка република
- 2010 , Јужна Кореја
- 2010 Волоколамск, Русија (За МотоГП трке)
- 2010 , Казахстан
- , Венецуела
- 2011 ВН Индије, Индија